# Justise Winslow
Justise Jon Winslow (Houston, Texas, 26 de marzo de 1996) es un baloncestista estadounidense que pertenece a la plantilla de los Wisconsin Herd de la NBA G League. Con 1,98 metros de estatura juega en la posición de alero. Es hijo del también baloncestista Rickie Winslow.

## Trayectoria deportiva

### Universidad
Justise jugó una temporada de baloncesto universitario con los Blue Devils de la Universidad de Duke, donde fue campeón de la NCAA, antes de presentarse al draft de 2015.

#### Estadísticas
| Año     | Equipo | PJ | PT | MPP  | %TC  | %3P  | %TL  | RPP | APP | ROB | TPP | PPP  |
| ------- | ------ | -- | -- | ---- | ---- | ---- | ---- | --- | --- | --- | --- | ---- |
| 2014–15 | Duke   | 39 | 39 | 29.1 | .486 | .418 | .641 | 6.5 | 2.1 | 1.3 | .9  | 12.6 |

### Profesional

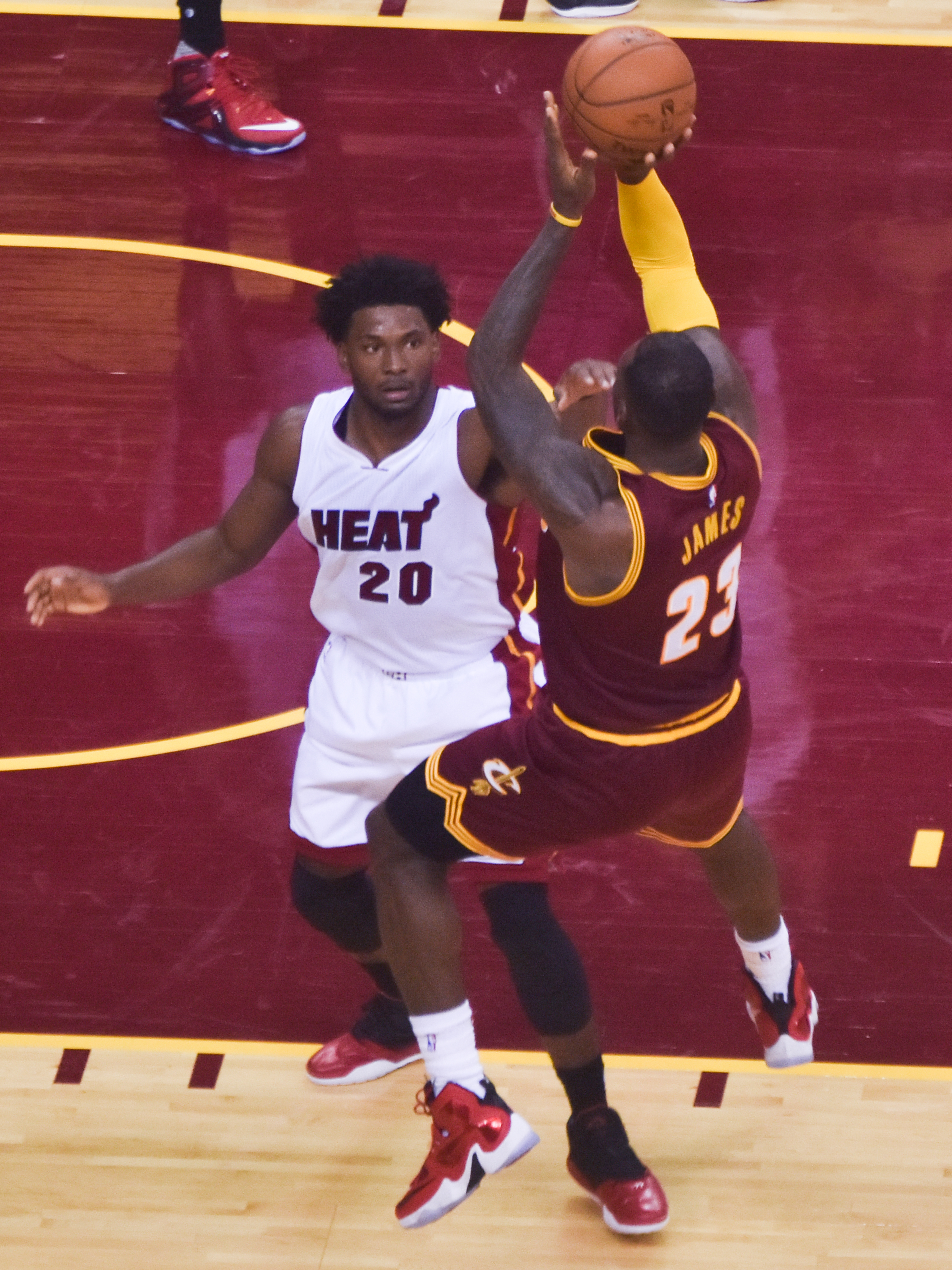
Winslow con Miami en 2015.

El 25 de junio de 2015, fue seleccionado en la décima posición del Draft de la NBA de 2015 por los Miami Heat.
Durante su segunda temporada, el 5 de enero de 2017, Winslow fue descartado para el resto de la temporada después de someterse a una cirugía para reparar un desgarro en el hombro derecho.
Durante su quinta temporada, en diciembre de 2019, sufre una lesión en la espalda que le hace perderse casi toda la temporada. Por lo que tras casi cinco temporadas en Miami, el 5 de febrero de 2020, es traspasado a Memphis Grizzlies a cambio de Andre Iguodala y Jae Crowder. En julio de 2020, los Grizzlies anunciaron que Winslow había sufrido una lesión de cadera durante el entrenamiento del equipo y que se perdería el resto de la reanudación de la temporada 2019–20.
El 6 de agosto de 2021, firma por dos años con Los Angeles Clippers. El 4 de febrero de 2022 es traspasado, junto a Eric Bledsoe y Keon Johnson a Portland Trail Blazers, a cambio de Norman Powell y Robert Covington.
Durante su segunda temporada en Portland, el 21 de diciembre de 2022 ante Oklahoma City Thunder, sufre una lesión en el tobillo izquierdo. Cinco días después es diagnosticado como un esguince de grado dos. Pero tras el parón del All-Star, recibe un segundo diagnóstico, y el 29 de marzo se somete a cirugía, terminando así su temporada.
El 20 de octubre de 2023 firmó contrato con Toronto Raptors, pero fue despedido el mismo día. El 30 de octubre se unió a su filial, los Raptors 905.
El 10 de febrero de 2024 firmó un contrato de diez días con Toronto, pero no llegó a debutar con el equipo, regresando el 20 de febrero a la G League.
El 17 de octubre de 2024 firma contrato con Milwaukee Bucks, pero fue despedido al día siguiente. El 28 de octubre se incorporó a los Wisconsin Herd.

### Selección nacional
En 2012 disputó y ganó el oro en el Mundial Sub-17 celebrado en Lituania.
Luego fue integrante de la selección júnior de Estados Unidos, que ganó el oro en el Mundial de 2013 celebrado en la República Checa. 
Al año siguiente, representó a Estados Unidos en el FIBA Américas Sub-18 de Colorado 2014, donde ganó la medalla de oro.

## Estadísticas de su carrera en la NBA

### Temporada regular
| Año     | Equipo        | PJ  | PT  | MPP  | %TC  | %3P  | %TL  | RPP | APP | ROB | TPP | PPP  |
| ------- | ------------- | --- | --- | ---- | ---- | ---- | ---- | --- | --- | --- | --- | ---- |
| 2015-16 | Miami         | 78  | 8   | 28.6 | .422 | .276 | .684 | 5.2 | 1.5 | .9  | .3  | 6.4  |
| 2016-17 | Miami         | 18  | 15  | 34.7 | .356 | .200 | .617 | 5.2 | 3.7 | 1.4 | .3  | 10.9 |
| 2017-18 | Miami         | 68  | 25  | 24.7 | .424 | .380 | .635 | 5.4 | 2.2 | .8  | .5  | 7.8  |
| 2018-19 | Miami         | 66  | 52  | 29.7 | .433 | .375 | .628 | 5.4 | 4.3 | 1.1 | .3  | 12.6 |
| 2019-20 | Miami         | 11  | 5   | 32.0 | .388 | .222 | .667 | 6.6 | 4.0 | .6  | .5  | 11.3 |
| 2020-21 | Memphis       | 26  | 1   | 19.5 | .352 | .185 | .571 | 4.5 | 1.9 | .6  | .5  | 6.8  |
| 2021-22 | L.A. Clippers | 37  | 1   | 12.9 | .447 | .172 | .610 | 3.6 | 1.4 | .6  | .5  | 4.2  |
| 2021-22 | Portland      | 11  | 10  | 26.8 | .405 | .270 | .560 | 6.3 | 2.9 | 1.3 | .6  | 10.7 |
| 2022-23 | Portland      | 29  | 11  | 26.8 | .409 | .311 | .714 | 5.0 | 3.4 | 1.0 | .4  | 6.8  |
| Total   | Total         | 344 | 128 | 25.9 | .412 | .315 | .638 | 5.1 | 2.6 | .9  | .4  | 8.2  |

### Playoffs
| Año   | Equipo  | PJ | PT | MPP  | %TC  | %3P  | %TL  | RPP | APP | ROB | TPP | PPP |
| ----- | ------- | -- | -- | ---- | ---- | ---- | ---- | --- | --- | --- | --- | --- |
| 2016  | Miami   | 13 | 2  | 25.4 | .432 | .278 | .700 | 4.8 | .6  | .6  | .3  | 6.9 |
| 2018  | Miami   | 5  | 0  | 25.0 | .357 | .368 | .706 | 6.6 | 2.6 | .8  | .8  | 9.8 |
| 2021  | Memphis | 1  | 0  | 3.0  | .000 | .000 | .000 | 1.0 | 1.0 | .0  | .0  | .0  |
| Total | Total   | 19 | 2  | 24.1 | .405 | .324 | .702 | 5.1 | 1.2 | .6  | .4  | 7.3 |